# Ippolito Centurione
Ippolito Centurione (Genova, 1631 – Genova, 15 settembre 1685) è stato un nobile e corsaro italiano della Repubblica di Genova.

## Biografia
Nacque a Genova nel 1631 da Francesco Centurione, primogenito del doge Giorgio Centurione ed appartenente al ramo Becchignone dell'albergo dei Centurione, e di Ippolita Spinola. All'età di sette anni il suo nome fu inserito nel Liber nobilitatis Genuensis.
Nel 1655 acquistò due navi da guerra armate con l'obiettivo di viaggiare verso oriente per combattere gli ottomani. Fu attaccato al largo dell'isola di Calce da 40 galee e cinque maone turche; riuscì a resistere all'attacco e quando fu ferito alla mano sinistra ordinò che gli venisse amputata, continuando nel mentre a spronare i suoi uomini alla battaglia. Le due navi fuggirono prima verso Rodi e poi verso la Sicilia, dove al largo di Sciacca riuscì a mettere in fuga una quindicina di navi tunisine e algerine. Questa sua impresa navale durò circa 10 mesi e si concluse con modeste perdite (nove uomini su 450) ed un bottino di 200 000 scudi. Visto il successo si mise al servizio della Repubblica genovese, venendo chiamato a contrastare le scorrerie barbaresche nel golfo di Genova, proliferate con l'epidemia di peste del 1656-1657. Conseguito un ulteriore successo, fu nominato commissario di Sestri Levante insieme a Giovanni Francesco Spinola.
Cedette nel 1659 il comando di due sue navi a Simone Basadonne, che si diresse sempre ad oriente proseguendone le gesta, mentre nel 1661 armò sette vascelli e si mise al servizio del Regno di Spagna come generale di squadra nell'ambito della guerra contro il Portogallo. Si licenziò dal servizio spagnolo nel 1669 e passò sotto le insegne francesi di Luigi XIV, che gli assegnò il comando e la costruzione di una squadra di galee a Tolone, salvo poi congedarsi tre anni dopo (ricevendo attestati di simpatia da parte del monarca). Nonostante il congedo nel 1683, trovandosi casualmente ad Aix-en-Provence in visita presso l'amico cardinale Girolamo Grimaldi-Cavalleroni, accettò la richiesta del re francese di seguire come consigliere l'operazione di bombardamento contro Algeri.
Il deterioramento dei rapporti tra Francia e Genova spinse Centurione a criticare fortemente le posizioni francesi contro la Repubblica e dopo aver rifiutato incarichi ed onori da parte francese decise di rimettersi al servizio della sua città natale, venendo richiesto espressamente dal Senato genovese. Nell'ambito dell'attacco francese contro Genova del 1684, guidato dall'ammiraglio Abraham Duquesne, Centurione guidò la milizia genovese a Sampierdarena ma dovette ritirarsi. In seguito gli fu assegnato il comando di 10 galee e diverse navi ausiliari genovesi che, unitesi alla flotta spagnola guidata da Nicolás Fernández de Córdoba y Ponce de León, marchese della Granja, fecero vela verso il mar Tirreno e poi verso la Provenza. Durante la navigazione la flotta si imbatté in un vascello francese che nonostante le condizioni sfavorevoli era preparato ad un attacco; la flotta genovese-spagnola si dispose quindi a mezzaluna, avanzando con cautela, ma le mutate condizioni del vento consentirono al vascello francese di passare al contrattacco e mentre da un lato il marchese della Granja ordinò la ritirata, la porzione genovese della flotta guidata da Centurione e dal duca di Tursi Giovanni Andrea Mariano Doria Del Carretto proseguì unita, dovendo tuttavia battere in ritirata visto il mancato appoggio spagnolo. In seguito il Consiglio di Stato spagnolo condannò il comportamento del marchese, elogiando invece quello tenuto da Centurione e dal duca di Tursi.
La flotta spagnola fu successivamente richiamata per difendere le coste della Catalogna, invase dai francesi, e il re spagnolo chiese alla Repubblica un supporto; costretto ad accettare, il governo genovese inviò una flotta assegnando il comando di ciascuna galea ad un nobile scelto tra i signori del Minor consiglio e la porzione di navi guidata da Centurione fece vela verso Mahón. Qui si unì alla flotta spagnola ma la carenza di indumenti adatti alla stagione invernali fece scoppiare un'epidemia di influenza sulle navi della flotta genovese; Centurione riuscì a far ricoverare gli ammalati a Minorca, Barcellona e infine in Corsica, dovendo poi fare ritorno a Genova. Secondo lo storico genovese Filippo Maria Casoni le vittime sarebbero state almeno 1 200.
Dopo il ritorno in patria si ritirò a vita privata e morì a Genova il 15 settembre 1685. Ebbe almeno una figlia di nome Livia (o Livia Maria), moglie di Francesco De Mari.